# Heinrich Anton Petersen
Heinrich Anton Petersen (* 12. Dezember 1745 in Holzminden; † 25. August 1798 in Wolfenbüttel) war ein deutscher Theologe und Pädagoge.

## Leben
Heinrich Anton Petersen wurde 1745, nach anderen Angaben 1743, in Holzminden geboren. Er besuchte die dortige Kloster- und Stadtschule und studierte anschließend ab 1766 Theologie in Göttingen. Nach seiner Rückkehr 1770 arbeitete er an der Holzmindener Schule als Collaborator und ab 1777 als Rektor. Bereits vor 1777 war er zum Prior des Klosters Amelungsborn ernannt worden. 1760 war die dortige Klosterschule durch Herzog Karl I. nach Holzminden verlegt und mit der dortigen Stadtschule vereinigt worden. Petersen wurde 1785 Direktor der Schule. Im Jahr 1790 wurde er zum Konsistorialrat und 1793 zum Generalsuperintendenten in Wolfenbüttel ernannt. Petersen starb 1798 in Wolfenbüttel.

### Die gescheiterte Schulreform
Petersens Jugendfreund, der Schriftsteller und ebenfalls philanthropisch orientierte Pädagoge Joachim Heinrich Campe, wurde 1786 von Herzog Karl Wilhelm Ferdinand als Leiter eines Schuldirektoriums nach Braunschweig berufen. Campe sollte gemeinsam mit den Direktoriumsmitgliedern Konrad Heusinger, Johann Stuve und Ernst Christian Trapp das Schulwesen im Herzogtum Braunschweig reformieren. Das neu eingesetzte Schuldirektorium sollte die Beaufsichtigung der Schulen durch das Konsistorium als oberste kirchliche Verwaltungsbehörde ablösen. Die Schule in Holzminden wurde 1787 als erste Schule des Herzogtums für den Reformversuch ausgesucht. Das Vorhaben wurde bereits drei Jahre später beendet und das Konsistorium erhielt die Schulaufsicht vom 1790 aufgelösten Schuldirektorium zurück. Letztlich scheiterte der Reformversuch an einer Koalition konservativer Ständevertreter aus Adel und Klerus. Allerdings wurde Petersen zum Konsistorialrat ernannt und konnte auf diesem Weg versuchen, reformerisch zu wirken. Er setzte sich für die Ausbildung der Landschullehrer ein, stieß aber auch hierbei auf starke Widerstände.
Petersen veröffentlichte Predigten und Schulprogramme.